# 十字浴场
十字浴场（The Cross Bath）是英格兰萨默塞特郡巴斯一个历史悠久的浴池，坐落在巴斯街。1789年左右由托马斯·鲍德温重建，为罗伯特·亚当风格。它已列为I级登录建筑,20世纪90年代由唐纳德·因索尔协会修复。

## 历史
此处温泉水的利用开发，可能早于附近的罗马浴场。
这个名字被认为是为了纪念圣亞浩（Aldhelm）的遗体，在709年从多丁（Doulting）前往马姆斯伯里修道院的旅程中，在此安息。
浴池的治愈能力，是1180年左右雷金纳德·菲茨·乔塞林主教建立巴斯圣约翰济贫院（St John's Hospital, Bath）的原因之一，也是英国最古老的济贫院之一。
在16世纪、17世纪和18世纪，皇室经常访问浴场，增加了它的受欢迎程度。1688年6月10日，詹姆斯二世的妻子摩德納的瑪麗在十字浴场洗浴九个月之后，生了一个王子詹姆斯·弗朗西斯·爱德华·斯图亚特。这一年，放置了梅尔福特十字（Melfort Cross），以庆祝王子的出生。
在20世纪90年代，唐纳德·因索尔协会翻新了浴池。  现在与相邻的巴斯温泉浴场（Thermae Bath Spa）一起管理。